# Каратобе (Каратобинський сільський округ)
Каратобе́ (каз. Қаратөбе) — село у складі Толебійського району Туркестанської області Казахстану. Входить до складу Каратобинського сільського округу.
До 2001 року село називалось Совєтське.
Населення — 1772 особи (2021; 2065 у 2009, 1728 у 1999, 1676 у 1989).